# 't Aagt
 't Aagt (Gronings:  't Oagt) is een laag gelegen streekje tussen Wehe-den Hoorn en Eenrum in de gemeente Het Hogeland in de Nederlandse provincie Groningen. Het vormt een restant van de oude boezem van de Hunze, die vroeger naar het noorden stroomde.
't Aagt was een oude meenschaar (gemeenschappelijke weide, die in de winter vaak onder water stond) gelegen tussen de Eenrumermaar en de Hoornstermaar. Het werd doorsneden door de Monnekesloot. Het gedeelte ten westen van de Monnekesloot viel onder de jurisdictie van Zuurdijk, Wehe en Nijenklooster en heette 'Monneke Aagt', naar het Nijenklooster. Het gedeelte ten oosten viel onder Eenrum en heette daarom Eenrumer Aagt. Volgens Van der Aa werd de meenschaar pas begin 19e eeuw in regelmatige blokken land verdeeld. In 1826 werden bij opgravingen in enkele kleine verhogingen op 't Aagt scherven, houtskool en askruiken ontdekt, die duiden op oude bewoning.
Door 't Aagt liep een bochtige weg tussen beide dorpen, waarbij de Eenrumermaar werd overbrugd door de Aagtstil of Eenrummerklap. In 1855 werd de weg verlegd en verdwenen de slingers. Er werd toen een vaste brug gelegd over de Hoornse Vaart. In 1878 werd de weg verhard tot een grindweg, later tot een asfaltweg. Door de streek lopen de Aagtsweg en de Aagtsdwarsweg. Kampeerterrein 't Aagt van het NKTC ligt ook in het gebied.

## Naam en volksverhaal
Een oude spelwijze van de naam is 'Aech' (klauwboek Tjassens; 1566 en 1619). De naam Aagt betekent waarschijnlijk 'laag gelegen land omgeven door water', verwijzend naar de soms onder water lopende laag gelegen meenschaar. Een andere verklaring stelt Aagt gelijk aan 'oog' ofwel eiland: 'land omgeven door water'. Volgens deze laatste verklaring zou 't Aagt vroeger een eiland in de Hunzeboezem zijn geweest met een breedte van ongeveer 1500 schreden ofwel ongeveer 500 meter. Het zou gelegen hebben ten westen van de boerderijen Berum en Den Oever ten noorden van de huidige streek.
Er is echter ook een volksverhaal over een arme meid genaamd Aagt die maagd was en deze streek van '30 bunder' (60 jukken) zou hebben verkregen door in ruil hiervoor naakt of topless tijdens een volle kerk door de kerk van Eenrum te lopen. Volgens het verhaal hadden de lokale kerkvoogden haar hiertoe uitgedaagd. Volgens een andere versie zou ze dit gedaan hebben om het te behouden nadat ze de pacht voor het stuk grond niet meer kon betalen. Ze zou rennend door de kerk zijn gegaan, zichzelf op de billen en borst hebben geslagen en daarbij geroepen hebben 'van veuren Oagt, van achteren Oagt. En het haile Aindrommer Oagt is van Oagt'. Op haar grafsteen zou een gedicht zijn geplaatst, waarvan twee versies bestaan:
| Hier ligt begraven Aagt. In leven was zij maagd. Dat zij nooit is getrouwd, dat heeft haar niet gespeten. Maar dat zij niet werd gevraagd, dat kon ze niet vergeten. | Hier ligt begraven Aagt. In leven was zij maagd. Het heeft haar nooit berouwd, datzij niet was getrouwd. Maar wel heeft 't haar mishaagd, dat zij nooit werd gevraagd. |

Volgens het volksverhaal werd er echter later een nieuwe kerkvloer gelegd, waaronder deze grafsteen zou zijn verdwenen.
De naam Aagt zou in deze context ook kunnen verwijzen naar de vernederlandste spelling van de heilige Agatha van Sicilië (Sint Aagt). Het volksverhaal vormde in het dorp Eenrum aanleiding om het gasthuis dat in 1906 aan de weg naar Den Hoorn (nu Raadhuisstraat) werd gebouwd 'Aagtsheem' te vernoemen. Dit gasthuis werd in 1982 gesloten en in 1984 vervangen door een bejaardentehuis aan noordzijde van het dorp, dat de naam 'Aagtsheem' overnam. In 1999 werd ter gelegenheid van het 2200-jarig bestaan van het dorp bij de Koninklijke Nederlandse Munt 3000 muntstukken ter waarde van 1 Oagt (5 gulden) geslagen, die een jaar lang als wettig betaalmiddel in het dorp golden.